# Haven (videojuego)
Haven es un videojuego de rol desarrollado y distribuido por The Game Bakers. Fue lanzado al mercado en diciembre de 2020 para las plataformas PlayStation 5, Windows, Xbox One y Xbox Series X/S, mientras que otras versiones para PlayStation 4 y Nintendo Switch se publicaron en febrero de 2021. Recibió reseñas mixtas de la crítica, que estaba dividida sobre la historia.

## Jugabilidad
Haven es un videojuego de rol en tercera persona con elementos de juego de supervivencia. La historia trata de dos amantes, Yu y Kay, los cuales escapan a un planeta deshabitado llamado Origen. El jugador puede controlar cualquiera de ambos personajes o jugar en multijugador cooperativo con otra persona; los protagonistas buscan materiales y recursos para la Nido, su nave espacial. Ambos están equipados con un par de botas anti-gravitatorias, que utilizan para explorar el mundo y deslizarse sobre corrientes de aire. En ocasiones, los jugadores se enfrentan a creaturas hostiles. El combate en tiempo real exige a los jugadores coordinación y uso de las habilidad de Yu y Kay. En la Nido, pueden crear nuevos objetos, descansar, curarse y cocinar comida usando los recursos e ingredientes recogidos en el mundo.

## Argumento
Haven trata de Yu y Kay, dos fugitivos enamorados que han escapado de una sociedad autoritaria y opresora llamada "la Colmena", la cual fuerza a las parejas a contraer matrimonio. Tras huir a un misterioso planeta llamado Origen, exploran este extraño mundo en búsqueda de recursos, y luchando contra habitantes hostiles.
Yu y Kay pueden deslizarse sobre corrientes de aire que conectan el planeta y comienzan una nueva vida juntos, pero cuando su isla flotante se rompe, su nave queda gravemente dañada. Comienzan a explorar Origen para reparar la nave, y se dan cuenta de que la Colmena ha colonizado el planeta en algún momento del pasado. También hay una extraña sustancia contagiosa llamada Óxido. Después de que la colmena envíe drones buscándolos, la pareja decide llamar a la madre de Yu, quien revela que el extraño estado de Origen es resultado de desastrosos experimentos de la Colmena, llevados a cabo hace 20 años para recolectar Corriente y estudiar el Óxido. Tras abrir una puerta en Origen con el pendiente de Kay, descubren que probablemente los padres de él habían muerto en Origen durante el incidente.
Finalmente, la pareja es contactada por Lord Ozias, el esposo asignado a Yu antes de que huyesen de la Colmena. Ozias anuncia su intención de ir a Origen y traer de vuelta a Yu, así como borrar la memoria a ambos si estos se niegan. La pareja decide que solo tienen una opción: cortar el puente que conecta Origen con la Colmena, y que les permite viajar allí. Deben reparar la nave y viajar hasta la fuente de la Corriente y el Óxido.
El videojuego tiene diferentes finales. Si la pareja duda sobre cortar el puente de Corriente, deciden enfrentarse por última vez a los drones de Ozias, los cuales finalmente los capturan. Más tarde, se muestra a la pareja tras sufrir un lavado de cerebro y perder sus recuerdos, pero contentos con sus asignadas vidas separadas en la Colmena. Si la pareja decide cortar el puente de Corriente, uno de ellos es derribado por el Óxido, pero ambos triunfan en cortar la conexión entre Origen y la Colmena y pueden comenzar su nueva vida en el planeta sin miedo de la interferencia de la Colmena.

## Desarrollo y lanzamiento
Haven fue desarrollado y distribuido por The Game Bakers, estudio conocido por desarrollar Furi (2016). Emeric Thoa, el director creativo del título, lo describió como "Journey conoce a Persona". El equipo buscaba crear un juego centrado en la relación romántica entre los dos protagonistas porque sentían que la mayoría de juegos en el mercado moderno no tratan el tema con madurez, y creían que hay espacio para un videojuego basado enteramente en esta idea. Originalmente, el concepto de Haven incluía a ocho parejas con un rango amplío de relaciones. Sin embargo, durante el desarrollo se comprobó que el equipo no sería capaz de alcanzar su visión inicial para todos los personajes, por lo tanto, se centraron solo en dos personajes.  El nombre del juego, "Haven", refleja su idea principal, refiriéndose a un lugar en el que los jugadores se pueden encontrar "seguros y enamorados". 
Thoa comparó el combate al de un juego de ritmo, ya que se diseñó para ser accesible y relajante sin ser "agotador intelectualmente". La modalidad de multijugador cooperativo se introdujo en el juego en un estadio tardío de su desarrollo. Otras inspiraciones para el título fueron Prince of Persia (2008), Catherine, ToeJam & Earl y Phantasy Star. Las obras de Shakespeare también inspiraron al equipo de desarrollo; Thoa describió el inicio del juego como "Romeo y Julieta pero, en lugar de morir, escapan en el espacio".  El diseño de los dos protagonistas se inspiraron en el estilo de los cómics de Saga, de la editorial Image Comics. El músico electrónico Danger compuso la banda sonora. La música de las series de animación franco-japonesa Ulysses 31 y Las misteriosas ciudades de oro fueron sus principales inspiraciones cuando trabajaba en la banda sonora del juego.
The Game Bakers anunció oficialmente Haven en febrero de 2019, siendo su lanzamiento para PlayStation 5, Windows, Xbox One y Xbox Series X/S el 3 de diciembre de 2020. Las versiones para PlayStation 4 y Nintendo Switch se publicaron el 4 de febrero de 2021.
El 3 de marzo de 2022, The Game Bakers anunció una actualización gratuita, incluyendo las opciones para parejas del mismo sexo.

## Recepción
Haven recibió críticas "generalmente favorables" para las versiones de Xbox Series X/S y Nintendo Switch, mientras que las versiones de Windows y PlayStation 5 recibieron "críticas mixtas o medias", de acuerdo con el agregador de reseñas Metacritic.
Kyle Campbell, de IGN, lo evaluó con un 8/10, llamándolo un " RPG de ciencia ficción encantador e inusual". Elogió la exploración, considerando "emocionantes" las botas anti-gravitatorias. Consideró el combate "respetable", aunque criticó las zonas "pequeñas y desoladamente dispersas" y las "tareas" que implican limpiar el mundo de Rust que cubre el paisaje, comparándolo con Mass Effect 2.
Emma Davies, de PC Gamer calificó el juego con un 72/100, comparando la movilidad con Journey. Consideró que la relación amorosa central estaba "tratada con destreza", y elogió la falta de "ligoteo extraño y momentos de angustia", diciendo "podría ver felizmente una serie de Netflix sobre Yu y Kay". Sin embargo, criticó negativamente el mundo y la falta de variedad, llamando a la exploración "más una tarea que algo emocionante". También destacó como negativo que no se explorasen edificios, manteniendo la cámara en el exterior.
Las revistas Eurogamer y Vandal también destacaron como lo más interesante la relación de pareja entre los protagonistas, destacando los momentos en que Yu y Kay se muestran "juguetones, vulnerables e íntimos". Ambos medios coincidieron en que, si bien la exploración es "placentera" al principio y el combate pretende mostrar a la pareja como una sola entidad con dos cuerpos, ambos se convierten, con el tiempo, en "repetitivos" y "monótonos".
Kazuma Hashimoto, de Siliconera, le dio un 5/10 argumentado que "mientras que la narrativa puede resonar con algunas personas, otras pueden desinteresarse rápido", y que "extrae fragmentos de historias que ya se han contado antes de maneras mejores y más eficientemente". También, añadió que Haven sería mejor juego si solo se centrase en la exploración y la relación entre los personajes; criticó negativamente los elementos más profundos de la trama, tales como por qué Yu y Kay huyen de su anterior colonia, la Colmena, afirmando que no tiene sentido. Declaró que "el combate funciona lo suficientemente bien y puede ser divertido en las primeras pocas horas". 

Kenneth Shepard, de Fanbyte, elogió a The Game Bakers, por la actualización gratuita de Haven's Couples, diciendo que la adición de opciones de parejas del mismo sexo "enfatiza que si un estudio está dispuesto a satisfacer a sus fans queer, puede hacerlo bien".